# Spanien ved sommer-OL 2016
Spanien deltog ved Sommer-OL 2016 i Rio de Janeiro som blev arrangeret i perioden 5. august til 21. august 2016.

## Medaljer
| 2016 Rio de Janeiro | Guld | Sølv | Bronze | Total |
| Spanien             | 7    | 4    | 6      | 17    |

### Medaljevinderne
| Anna Cruz        |  | Lucila Pascua    |  |  |
| Silvia Domínguez |  | Laura Quevedo    |  |  |
| Laura Gil        |  | Leonor Rodríguez |  |  |
| Astou Ndour      |  | Leticia Romero   |  |  |
| Laura Nicholls   |  | Alba Torrens     |  |  |
| Laia Palau       |  | Marta Xargay     |  |  |

| Álex Abrines      |  | Sergio Llull        |  |  |
| José Calderón     |  | Nikola Mirotić      |  |  |
| Víctor Claver     |  | Juan Carlos Navarro |  |  |
| Rudy Fernández    |  | Felipe Reyes        |  |  |
| Pau Gasol         |  | Sergio Rodríguez    |  |  |
| Willy Hernangómez |  | Ricky Rubio         |  |  |

## Svømning

### Resultater
| Dato      | Disciplin | H/D    | Udøver          | Indledende heat | Indledende heat | Semifinale | Semifinale | Finale              | Finale              |
| Dato      | Disciplin | H/D    | Udøver          | Tid             | Placering       | Tid        | Placering  | Tid                 | Placering           |
| --------- | --------- | ------ | --------------- | --------------- | --------------- | ---------- | ---------- | ------------------- | ------------------- |
| 6. august | 400 m IM  | Herrer | Joan Lluís Pons | 4:13,55 NR      | 8 Q             | N/A        | N/A        | 4:16,58             | 8                   |
| 7. august | 100 m ryg | Damer  | Duane Da Rcoha  | 1:00,87         | 15 Q            | 1:00,85    | 15         | ude af konkurrencen | ude af konkurrencen |